# Poblado del Negratín
El Poblado del Negratín es una localidad y pedanía española perteneciente al municipio de Freila, en la provincia de Granada. Está situada en la parte noroccidental de la comarca de Baza. A cinco kilómetros del límite con la provincia de Jaén, cerca de esta localidad se encuentran los núcleos de Olivar, Bácor, Freila capital y Cuevas del Campo.
Una pequeña parte del Poblado del Negratín se encuentra dentro del término municipal de Guadix, donde figura como diseminado.
La pedanía se sitúa junto a la presa del embalse del Negratín, de la que recibe el nombre, en el cauce del río Guadiana Menor.

## Demografía
Según el Instituto Nacional de Estadística de España, en el año 2024 el Poblado del Negratín contaba con 8 habitantes censados, lo que representa el 0,84% de la población total del municipio.

### Evolución de la población
| Gráfica de evolución demográfica de Poblado del Negratín entre 2014 y 2024 |
|                                                                            |
| Datos según el nomenclátor publicado por el INE.                           |

## Comunicaciones

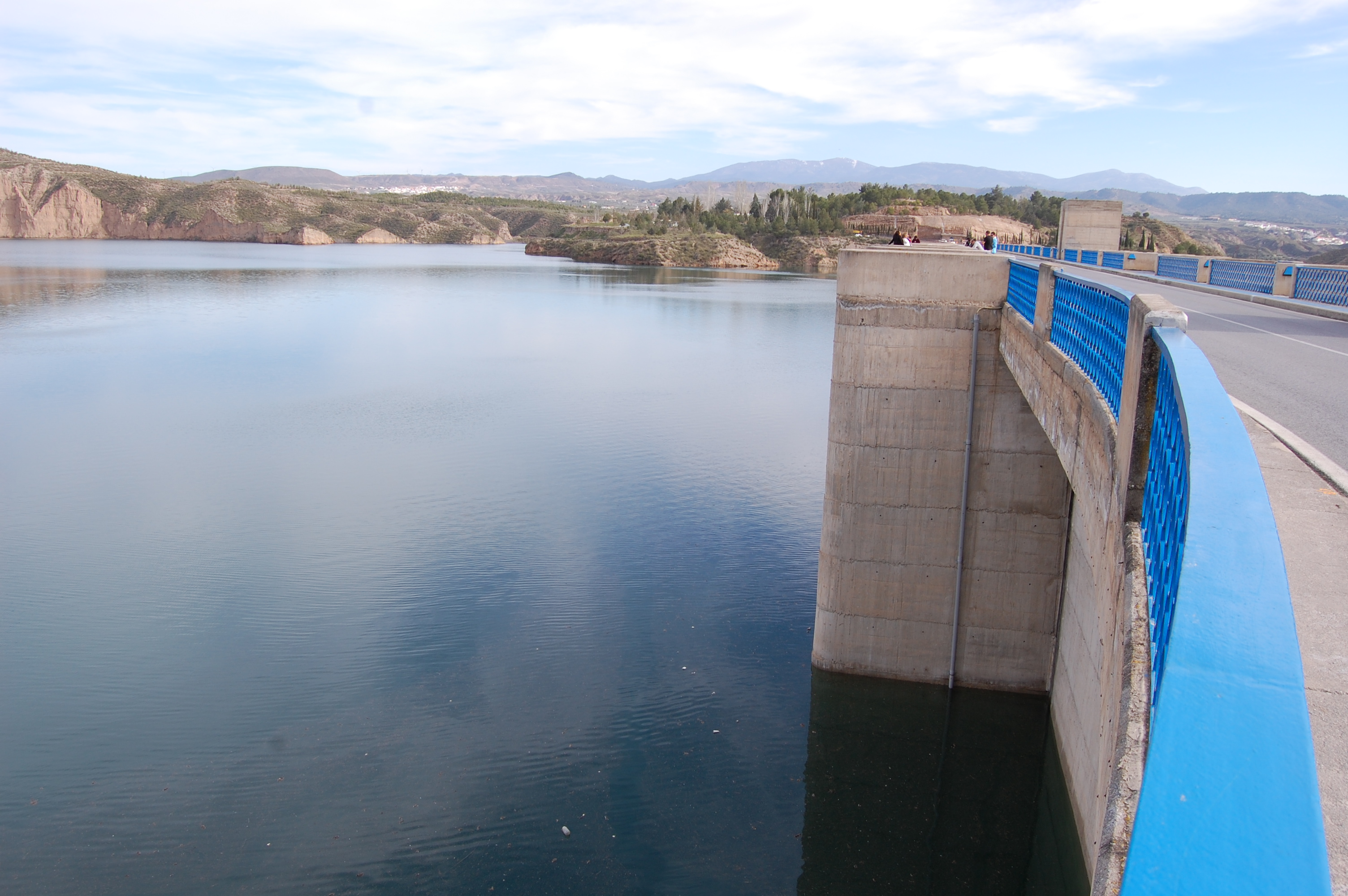
Presa del embalse del Negratín, sobre la que discurre la carretera A-315

### Carreteras
Las principales vías de comunicación que transcurren por esta localidad son:
| Identificador | Denominación           | Itinerario                  |
| ------------- | ---------------------- | --------------------------- |
| A-315         | De Torreperogil a Baza | Torreperogil - Baza         |
| GR-7100       | De A-92N a A-315       | Baúl - Poblado del Negratín |

Algunas distancias entre el Poblado del Negratín y otras ciudades:
| Ciudades | Distancia (km) |
| -------- | -------------- |
| Freila   | 6              |
| Baza     | 22             |
| Granada  | 95             |
| Almería  | 149            |
| Jaén     | 152            |
| Murcia   | 201            |